# 테오둘호른
테오둘호른(프랑스어: Mont de Saint-Théodule)은 스위스와 이탈리아 국경의 테오둘 고개를 내려다보는 해발 3,469m의 페나인 알프스의 산이다. 그것은 체르마트의 남쪽(발레주)과 브레일-체르비니아의 동쪽(아오스타 계곡)에 있다. 산의 북쪽은 빙하가 많이 쌓여 스키 지역의 일부이다.
테오둘호른은 푸르그라트(Furgggrat)라는 이름의 마터호른의 남동쪽 능선에서 내려오는 산맥의 가장 동쪽 정상이다. 그것은 차례로 발레주의 수호 성인인 성 테오둘(Saint Theodul)의 이름을 따서 명명된 테오둘 고개의 이름을 따서 명명되었다.